# Silvanolomus
Silvanolomus es un género de coleóptero de la familia Silvanidae.

## Especies
Las especies de este género son:
- Silvanolomus armatulus
- Silvanolomus crenicollis
- Silvanolomus denticollis
- Silvanolomus goughi
- Silvanolomus halsteadi
- Silvanolomus inermis
- Silvanolomus pullus